# Ченгелдере
„Ченгелдере“ (на турски: Çengeldere) е квартал в район „Бейкоз“ в Истанбул, Турция. Намира се в анадолската част на града и граничи с кварталите „Гьореле“ на север, „Полонезкьой“ на изток, „Фатих“ на запад, „Аджарлар“ на северозапад, „Чифтлик“ на юг и „Явузселим“ на югоизток.